# Lélia Pereira da Silva Nunes
Lélia Pereira da Silva Nunes (Tubarão, 18 de setembro de 1946) é uma escritora brasileira.
Foi eleita em 26 de agosto de 2013 membro da Academia Catarinense de Letras, na cadeira 26, sucedendo Sylvia Amelia Carneiro da Cunha. Em 2023 se tornou a primeira mulher a assumir a presidência da ACL.